# Claude Jeandot
Claude Jeandot es un deportista francés que compitió en vela en la clase Europe. Ganó tres medallas en el Campeonato Mundial de Europe entre los años 1973 y 1979.

## Palmarés internacional
| Campeonato Mundial | Campeonato Mundial    | Campeonato Mundial | Campeonato Mundial |
| Año                | Lugar                 | Medalla            | Clase              |
| ------------------ | --------------------- | ------------------ | ------------------ |
| 1973               | Bandol (Francia)      | Medalla de bronce  | Europe             |
| 1976               | Malmö (Suecia)        | Medalla de oro     | Europe             |
| 1979               | La Rochelle (Francia) | Medalla de oro     | Europe             |